# Province d'Abuná
La province d'Abuná est une des cinq provinces du département de Pando, en Bolivie. Son chef-lieu est Santa Rosa del Abuná.
La province doit son nom au Río Abuná, qui la sépare du Brésil.
Sa population s'élevait à 2 996 habitants au recensement de 2001.